# Томский автобус
То́мский авто́бус — сеть маршрутов автобусов, обслуживающая пассажиров на территории Томска, начавшая работать 1 июня 1926 года. Сеть затрагивает территорию городского округа город Томск и его  пригородов, (включая город-спутник Северск). Система на 2017 год насчитывает 39 городских и межмуниципальных маршрутов.

## История

### Развитие автобусной сети
| Год  | Число маршрутов | Число автобусов | Объём перевозок, пассажиров      |
| ---- | --------------- | --------------- | -------------------------------- |
| 1928 | 3               | 13              |                                  |
| 1976 | 20              | 400             | 60 миллионов                     |
| 2006 | 56              | 860             | [ источник не указан 2808 дней ] |

### Маршруты, созданные до 1991 года
- № 1 Площадь Ленина — Сосновый бор (ПАТП-1, затем ПАТП-2)
- № 2 Академгородок — Станция «Товарная» (ПАТП-1)
- № 3 Площадь Ленина — Парковая улица (Спичфабрика) (А/к № 1977)
- № 4 Площадь Ленина — Завод ДСП (пос. 2-е Черемошники) (ПАТП-1, затем ПАТП-2)
- № 5 Посёлок Аникино — площадь Южная (ПАТП-1, затем ПАТП-2)
- № 6 Площадь Ленина — Северный городок (Томск-Северный)(А/к № 1977)
- № 7 Посёлок Предтеченск — Центральный рынок (ПАТП-1)
- № 8/9 Площадь Ленина — Улица Демьяна Бедного — Площадь Ленина (кольцевой) (ПАТП-1)
- № 10 Вокзал «Томск-I» — ОКБ (А/к № 1977)
- № 11 Вокзал «Томск-I» — Улица Интернационалистов (ПАТП-2)
- № 12 Степановка — Центральный рынок (ПАТП-1)
- № 13 Площадь Ленина —  Улица Энергетическая (ЖБК-100) (ПАТП-1)
- № 14 АРЗ — Приборный завод (ПАТП-2)
- № 15 Площадь Южная — Академгородок (ПАТП-1)
- № 16 Площадь Южная — Московский тракт — Госуниверситет — Южная пл. (ПАТП-2)
- № 17 Алтайская улица — Мясокомбинат (ПАТП-1)
- № 18 Площадь Южная — Посёлок Спутник
- № 19 Новостройка (Радиозавод) — АРЗ (ПАТП-1, затем ПАТП-2)
- № 20 ОКБ — Станция «Товарная» (ПАТП-1)
- № 21Площадь Южная — Приборный завод (А/к № 1977)
- № 22 Площадь  Южная  — Каштак-II (ПАТП-1, затем ПАТП-2)
- № 23 Площадь Южная — Школа № 53 (полуэкспресс) (ПАТП-1)
- Кроме того, действовал единственный маршрут маршрутного такси под номером 1, следовавший по маршруту: «Улица Интернационалистов — вокзал Томск-1».[источник не указан 2822 дня] (Появившийся позднее маршрут автобуса номер 11 полностью его дублировал).[источник не указан 2822 дня] Это было именно маршрутное такси, в изначальном его понимании (остановка по требованию пассажира в любом месте маршрута, не запрещённом правилами дорожного движения).[источник не указан 2822 дня] По этому маршруту курсировали микроавтобусы марки РАФ.[источник не указан 2822 дня]

### Изменения в 1990-е годы
В новых условиях, руководимый менеджментом ещё советской формации, муниципальный транспорт стал быстро приходить в упадок. Одно за другим к 1997 году закрылись все основные автобусные парки: ПАТП-1, ПАТП-2 и др. На смену общественному транспорту автобусного типа в 1999 году пришли маршрутные такси.. В этот период с 1999 года произошла самоорганизация участников городских автобусных пассажироперевозок, появилась и была утверждена мэрией схема маршрутов негосударственных перевозчиков.
Стоимость проезда в маршрутке была в 2 или 2,5 раза больше, чем в трамвае и троллейбусе. Автобусы и микроавтобусы возили по одной цене (4 рубля в 2000 году).

### Маршрутные автобусы в начале 2000-х годов
С 2001 года происходит унификация подвижного состава: все коммерческие перевозчики переходят на автобусы ПАЗ-3205 и его модификации. Почти на 15 лет ПАЗ-3205 становится визитной карточкой Томска. Переход связан с требованием городской администрации снизить аварийность, улучшить внешний облик городского транспорта и повысить качество обслуживания пассажиров при подготовке к 400-летию города.
С 2002 года на улицах Томска прежних муниципальных схем автобусного обслуживания не осталось совсем. Муниципальным предприятиям остались убыточные маршруты № 6, 7, 15 и 18. Параллельно с коммерческими муниципальные машины работали на маршрутах 12 и 19 (по 1-2 единицы), но активно вытеснялись оттуда предпринимателями. Новая, действующая и в настоящее время, система маршрутов в основном сложилась на базе системы немуниципальных, коммерческих маршрутных автобусов.
К 2005 году маршрутные автобусы Томска заполнили все направления, обладающие пассажиропотоком, и выровняли интервал движения.

### Маршрутный конфликт в мае 2007 года
В мае 2007 года произошёл крупнейший кризис в сфере городского общественного транспорта Томска.
Городские власти задумали исправить ряд существующих в городских перевозках проблем обычными административными методами. Для этого было создано подконтрольное мэрии предприятие и оно должно было постепенно выигрывать конкурсы на новые маршруты, а мэрия - обеспечивать им работу, закрывая конкурирующие маршруты. Первыми под оптимизацию попали № 25 и № 26. Их решили закрыть и открыть новые № 52 и № 62.

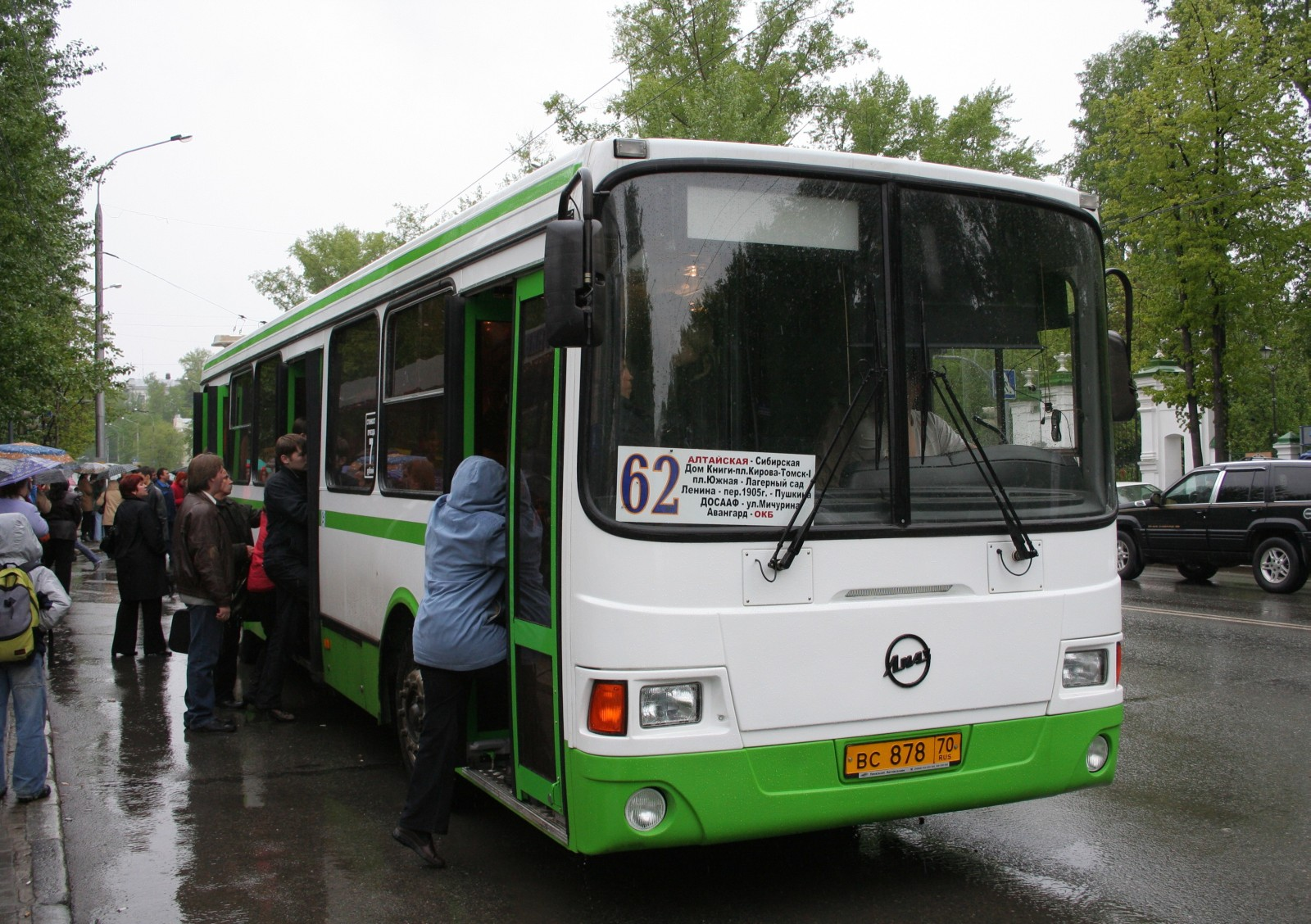
Автобус 62 маршрута компании «Горавтотранс» осуществляет посадку пассажиров на остановке «Университет». Конкурс на маршрут 62 стал предметом конфликта, а компания — одним из его участников. Фото сделано 22 мая 2007 года, во второй день конфликта.

В результате конкурса, в котором маршрутчики, работавшие на старых маршрутах, участвовать не стали, так как требования конкурсной документации специально были разработаны под конкретного соискателя: наличие автобусов большой вместимости, собственной ремонтной и стояночной базы, новые маршруты достались частной компании ООО «Горавтотранс», позиционирующей себя как муниципальная, а старые маршруты были закрыты с 21 мая 2007 года. Утром 21 мая водители закрытых маршрутов вышли на забастовку и устроили пикет, расположившись в сквере рядом со зданием мэрии города Томска.
В 11 часов Дмитрий Салин от лица профсоюза работников автотранспорта Томской области заявил, что начавшаяся забастовка будет бессрочной. Представители администрации Томска провели переговоры с маршрутниками, которые не дали результатов. К водителям закрытых маршрутов присоединились водители большинства других маршрутов, в результате чего с обеда на линии осталось в несколько раз меньше автобусов, чем обычно. По словам заместителя мэра по безопасности Александра Мельникова, 30 автобусам, вышедшим на линию, злоумышленники прокололи колёса. Пикетирующие мэрию маршрутники разбили палаточный лагерь в сквере и остались там на ночь.
На следующее утро, 22 мая, состоялось совещание, в котором участвовали заместитель мэра — начальник департамента дорожного строительства, благоустройства и транспорта Владимир Оккель, директор Горавтотранса Сергей Бауэр и представители маршрутников. Забастовка продолжилась — на линию не вышли автобусы большинства маршрутов, при этом некоторые районы, такие как Академгородок, оказались буквально отрезанными от города. Были сообщения о том, что водителям оставшихся на линии маршрутов мешают работать, блокируют их выезд и угрожают. Трамваи, троллейбусы и оставшиеся автобусы немногочисленных частных перевозчиков и компании «Горавтотранс» ходили переполненными, резко возросли цены на такси, увеличилось число велосипедистов и пешеходов. Увеличилось также и количество личного автотранспорта на улицах, в результате чего усложнилась ситуация с автомобильными пробками, образовалась огромная пробка на проспекте Фрунзе и улице Балтийской в сторону Академгородка. Исполнявший обязанности мэра г. Томска Игорь Шатурный обратился к томичам с обращением, в котором охарактеризовал действия маршрутников как шантаж, беспредел и криминал и заявил, что порядок в работе общественного транспорта будет наведён в ближайшее время.
23 мая с утра забастовка продолжалась, но уже к обеду кризис был разрешён и большинство маршрутов стали выполняться. Вечером маршрутники прекратили пикет и разошлись.
25 мая водители закрытых маршрутов № 25 и 26 продолжили перевозку пассажиров, несмотря на то, что администрация города считает эти маршруты закрытыми и перевозку по ним незаконной. Представители администрации то заявляют, что не будут проводить конкурсов на новые маршруты до конца 2007 года, то собираются расторгнуть договоры с водителями других маршрутов, участвовавшие в забастовке (№ 5, 11, 32, 77).
31 мая Государственная дума Томской области приняла закон «Об административной ответственности в сфере транспортного обслуживания населения автомобильным транспортом на территории Томской области», которым предусматривается ответственность за нарушения перевозчиками стабильности перевозок, работу на незаконных маршрутах и др. нарушения.
20 июля арбитражный суд вынес решение о том, что постановление бывшего и. о. мэра Игоря Шатурного о закрытии 25-го маршрута незаконно.

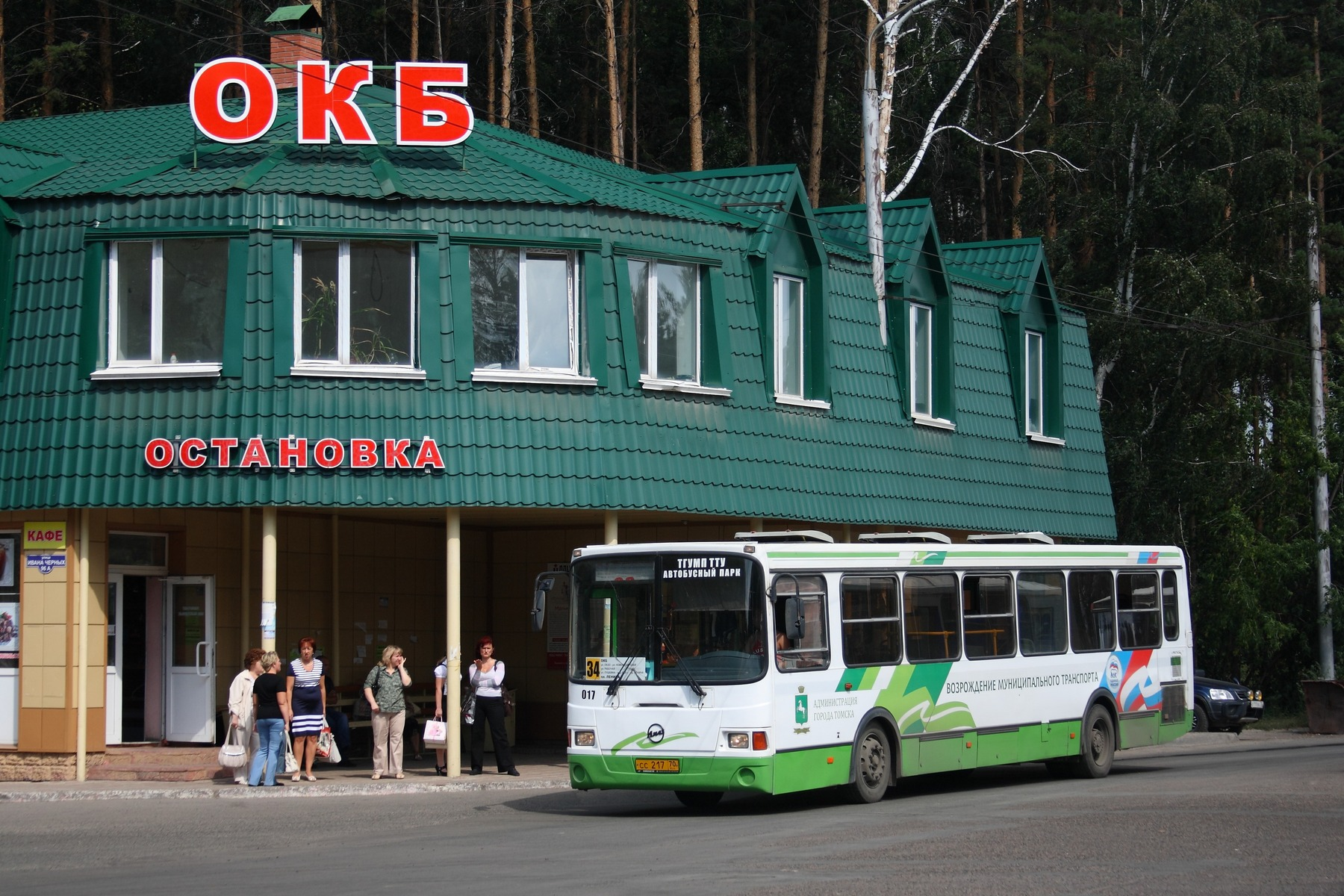
Автобус ЛиАЗ, эксплуатируемый ТТУ на маршруте № 34. 2012 год.

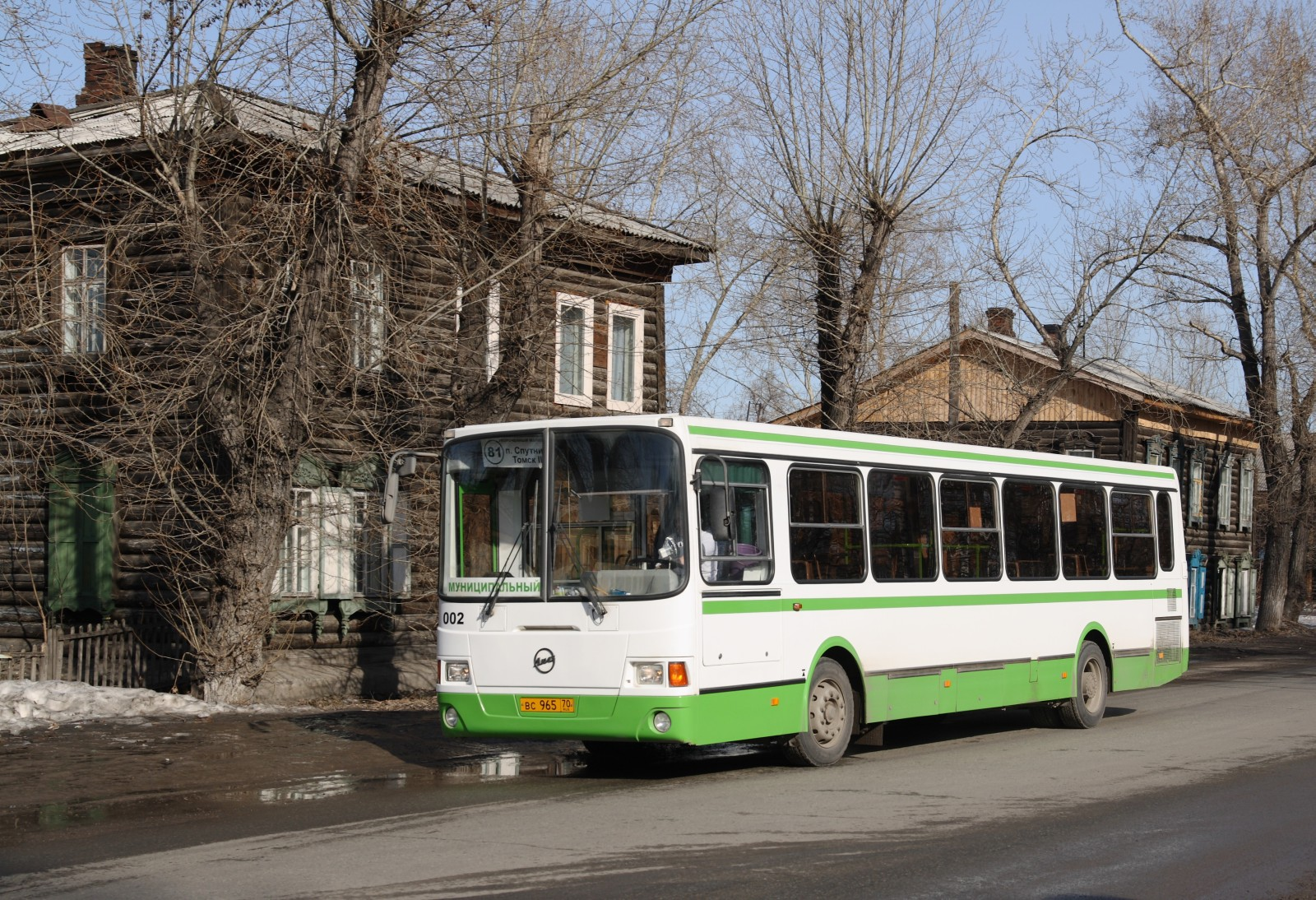
Автобус, эксплуатируемый ТТУ с аншлагом маршрута № 81.

### 2010-е годы
Администрация города под руководством мэра Ивана Кляйна поставила задачу реформирования транспортной системы города. 
В конце ноября 2015 года пермская компания «Радар», которой было поручено провести исследование пассажиропотоков в городе и разработать новую схему маршрутов, представила свои результаты. Согласно их проекту число маршрутов предполагалось сократить. Помимо этого, предложена новая нумерация, в которой диапазоны номеров связывались с районом, который они обслуживают в первую очередь. Почти сразу же появились недовольные, начавшие собирать подписи против введения новой схемы.
После нескольких раундов общественного обсуждения был представлен скорректированный проект, в котором были учтены пожелания жителей тех районов, у которых транспортная ситуация ухудшалась.
Для определения перевозчиков проводились аукционы на понижение, где администрация выступала "покупателем" услуг, но перевозчики доводили цену до отрицательных величин, т.е. сами становились покупателями права работать на маршрутах. Проведение аукционов сопровождалось несколькими инцидентами. У водителей возникали опасения, что их могут вытеснить иногородние перевозчики, что договоры могут расторгаться без объяснения причин и т.п.. Все первое полугодие предприниматели собирали подписи пассажиров под требованием прекратить передел рынка, в конце мая 2016 года часть перевозчиков хотели провести четырехчасовую забастовку, но после встречи с представителями мэрии отказались от претензий и приступили к оформлению заявок на конкурс. В июле 2016 года стали известны результаты первых аукционов. Несогласные с результатами аукционов предприниматели все-таки провели четырехчасовую забастовку в сентябре — 16 сентября около половины водителей не вышли работать в утренние часы. Несколько аукционов были сорваны - участники доводили цену до явно завышенных размеров - около 30 миллионов, эту сумму никто не вносил и торги начинались заново.
Однако торги все же состоялись и вместо компенсации за перевозку льготных пассажиров владельцы маршрутного бизнеса сами заплатили за возможность работать. Почти все маршруты были проданы по цене от одного до двадцати с лишним миллионов.
C 1 января 2017 года обновлённая маршрутная сеть введена в действие. 
C 1 февраля того же года запущено отображение информации о движении автобусов в интернете и на остановочных табло.
C февраля-марта 2017 года на улицах города стали появляться т.н. "Заказные" автобусы. На них работают водители, не согласившиеся с итогами конкурсов и не нашедшие себе работу. Плату в размере 15 рублей принимают в виде пожертвований на помощь семьям водителей, оставшихся без работы. Работают на популярных легальных направлениях или на собственных придуманных. Администрация города и перевозчики легальных маршрутов боролись с ними., в результате чего примерно через год они исчезли. Последний раз нелегалы появлялись на маршруте 8/9.
В 2019 году трехлетние контракты подходили к концу, теперь маршруты распределялись по результатам не аукциона а конкурса, где учитывались процент автобусов с низким полом, и некоторые другие параметры. Субсидию за перевозку льготников городские власти опять не предложили.
Многие бизнесмены и владельцы автобусов оставили бизнес из-за нулевой рентабельности.
Власти Томска запланировали вернуть автобусы большого класса на часть томских маршрутов в 2024 году.

## Подвижной состав

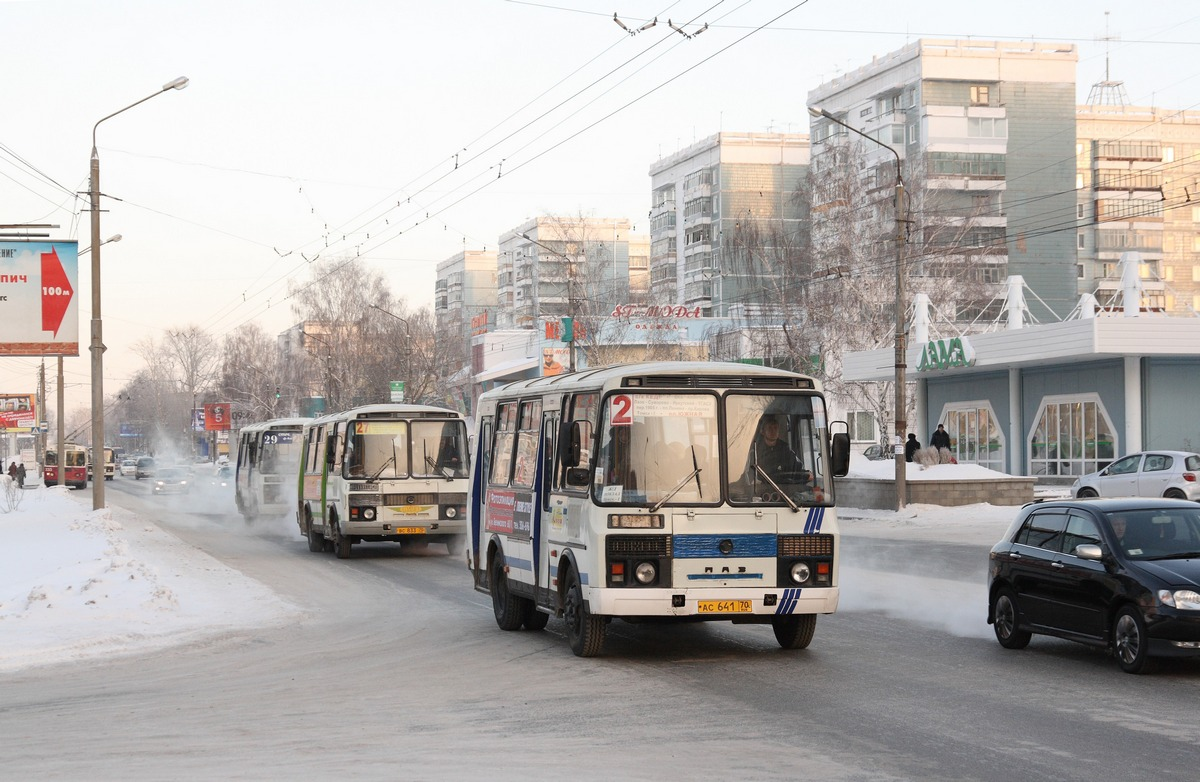
ПАЗ-3205 — самый массовый автобус на улицах Томска с 2001 года

Автобусы малой вместимости составляют основную часть парка автобусов. 60 % подвижного состава томской автобусной системы составляют машины ПАЗ-3205 и его модификации. Еще 30% подвижного состава составляют автобусы «ПАЗ Vector Next».

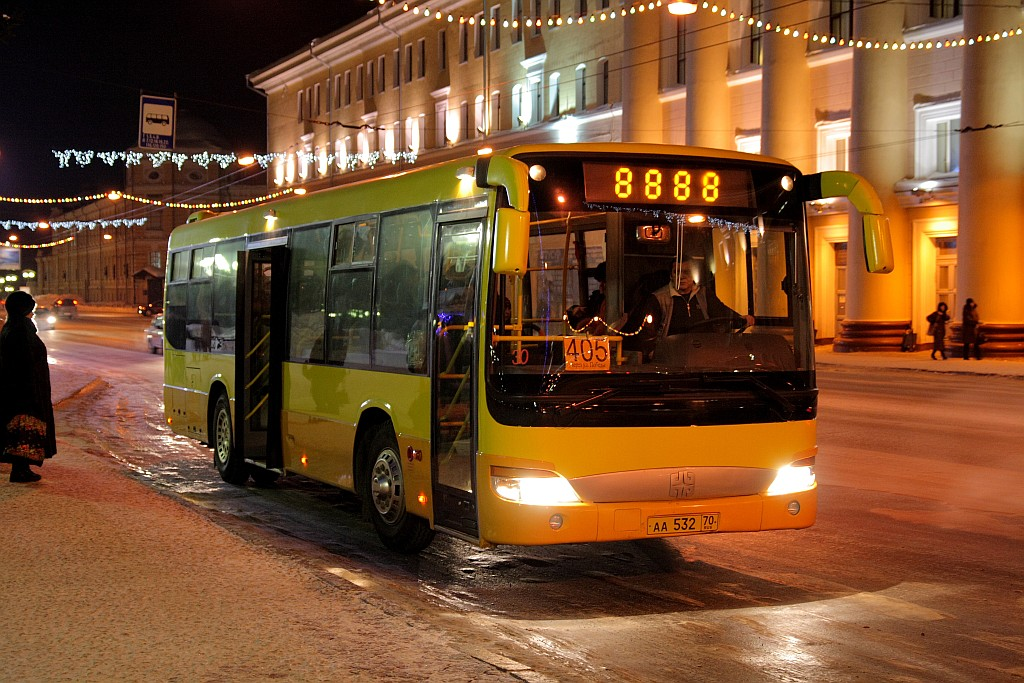
Автобус Zhong Tong на межмуниципальном маршруте 405 до Северска

. Автобусы ПАЗ на языке администрации города называются маршрутными автобусами, что имеет исторические предпосылки: в конце 1990-х годов коммерческие маршрутные такси вытеснили пришедший в упадок муниципальный транспорт и стали выполнять его функции. Так с улиц исчезли автобусы особо большого и большого класса. Оставшийся подвижной состав отличался разнообразием моделей и вариантов вместимости: от 8 до 40 человек. При общих для автобусов и микроавтобусов маршрутах, тарифах и графиках микроавтобусы не выдерживали конкуренции и вытеснялись машинами побольше: КаВЗ, а затем ПАЗ. В результате этой трансформации маршрутные такси в традиционном понимании исчезли с улиц Томска. Внедрению автобусов ПАЗ способствовал полный запрет на использование микроавтобусов в маршрутном движении после ряда ДТП в начале 2000-х годов и льготные условия кредитования предпринимателей.
Автобусы особо малой вместимости (Ford Transit, Peugeot Boxer, Газель) на городских автобусных маршрутах и такси г. Томска отсутствуют.

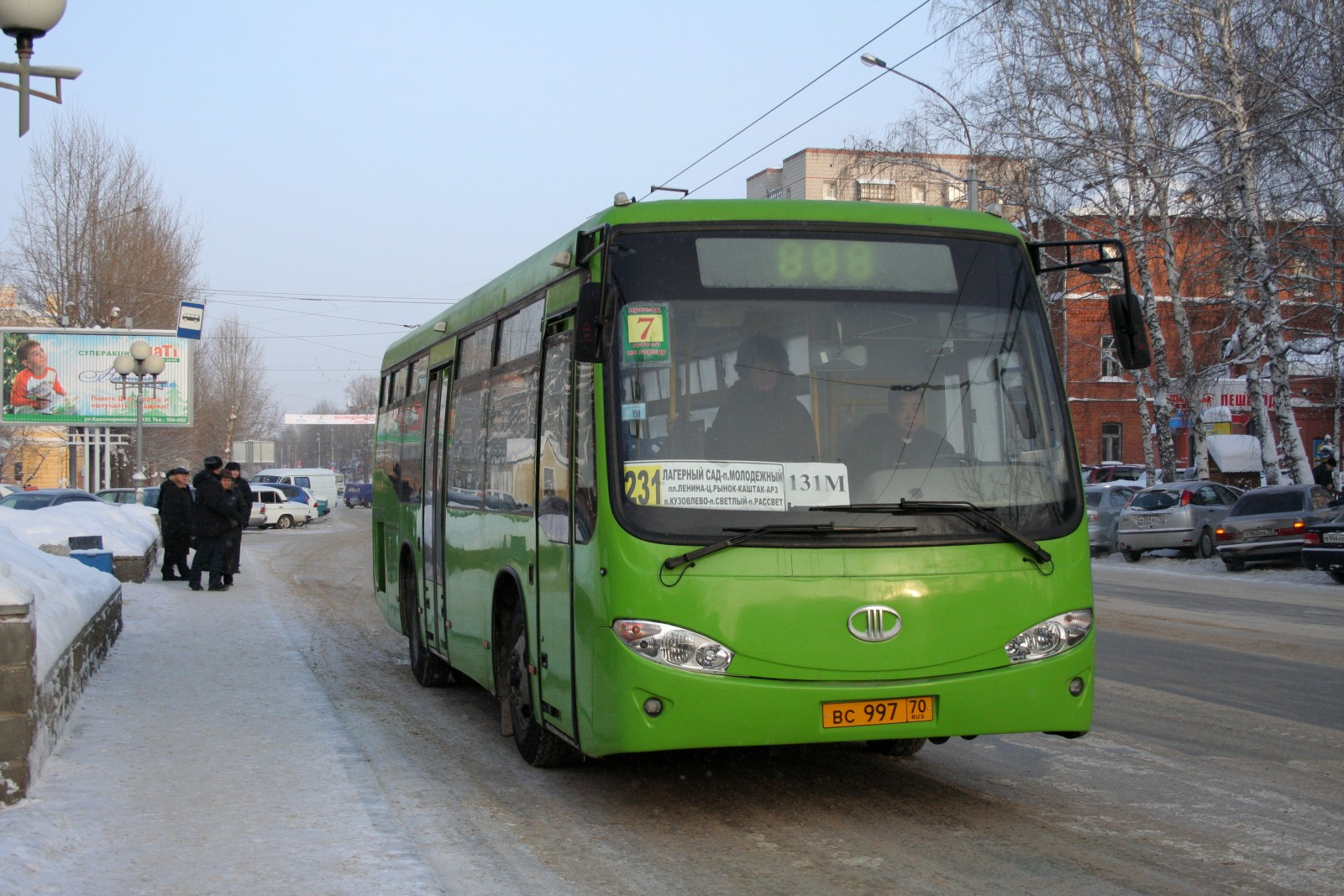
Автобус Mudan на пригородном маршруте

Автобусы большой вместимости ездили в Томске до 2015 года. Но с марта 2024 года эпоха «больших» автобусов возрождается. С весны 2024 года 24 новых автобусов марки «НЕФАЗ» курсируют по межмуниципальным маршрутам города.
Автобусы особо большой вместимости («гармошки») больше не эксплуатируются в Томске. Последние были списаны в середине 2000-х годов. Закупка новых не планируется, так как в сложившейся схеме просто нет коридоров, которые могут дать подходящий пассажиропоток. 

## Автобусные парки и обслуживающие компании
Действующие
- АО «Томскавтотранс» Иркутский тракт, 63. Преобразовано из действовавшей в советское время Автоколонны № 1977.[источник не указан 1993 дня] В 2004 году преобразовано в ОАО.[источник не указан 1993 дня] Как и в советское время, специализируется на пригородных и междугородних перевозках. В управлении предприятия находится томский автовокзал[34]. Испытывает финансовые трудности, не имеет собственных автобусов - на обслуживаемые маршруты выходят автобусы привлеченных по договору перевозчиков.

Список перевозчиков городских маршрутов на сайте администрации Томска
Список перевозчиков межмуниципальных маршрутов на сайте администрации Томской области
Закрытые
- ПАТП-1, улица Трифонова, 22 (закрыто в 2005 году, территория продана, здания снесены)[источник не указан 2808 дней].
- ООО «РегионАвтобусСбыт» Использовал машины Волжанин-5270, МАЗ-103, МАЗ-104, работал на пригородных маршрутах с осени 2006 года до лета 2007 года, после чего отказался от перевозок и занялся только продажей автобусов. В 2015 году компания была ликвидирована полностью[37].
- НП «Транспортное управление» Продолжающее существовать де-юре, но уже не ведущее деятельности некоммерческое объединение нескольких десятков мелких индивидуальных предпринимателей. Первоначально создавалось как профсоюз, в 2008 году зарегистрировано как юридическое лицо[38]. Являясь некоммерческой организацией, не выступало в качестве полноценного перевозчика. Все участвующие водители-предприниматели вели свой план по бизнесу самостоятельно. Целью организации являлась защита интересов маршрутчиков перед администрацией города и выстраивание отношений с пассажирами, в том числе прием жалоб на плохую работу, но примерно с начала работы администрации Ивана Кляйна деятельность организации остановилась[источник не указан 2808 дней].

## Диспетчеризация и контроль над работой транспорта
Оперативное управление работой транспорта осуществляет МБУ «Центр организации и контроля пассажирских перевозок».
Единой диспетчерской сети нет. Диспетчеры на конечных остановках контролируют отправление автобусов только своего маршрута.

## Стоимость и оплата проезда
С 15 мая 2024 года стоимость проезда в автобусах города Томска составляет:
29 рублей — для всех категорий граждан.
26 рублей — для пенсионеров по возрасту.
32 рубля - после 21:00
12 рублей — за провоз багажа.

### Льготный проезд
Правом бесплатного проезда в автобусах Томска пользуется 4 категории граждан:
- инвалиды Великой Отечественной войны;
- участники Великой Отечественной войны;
- вдовы погибших участников Великой Отечественной войны;
- жители блокадного Ленинграда.

После монетизации льгот в электротранспорте и на северских маршрутах, следующих в Томск, а также на пригородных томских (только муниципальные машины) с февраля 2005 года был введён проезд по Единому социальный проездному билету (ЕСПБ), правом приобретения которого обладали представители ряда льготных категорий граждан, для чего им к социальным выплатам добавлялась сумма в 200 рублей. Но из-за решения суда, инициированного одним из первозчиков, система компенсации проезда по ЕСПБ в конце 2022 года была признана незаконной и "временно" (на весь период 2023 года) ЕСПБ заменёны на денежную выплату льготникам в размере 280 рублей. Данный порядок предоставления льготы позже продлили и на 2024 год.